# Мајлен
Мајлен (фр. Meilen, итал. Meilen) је град у североисточној Швајцарској. Мајлен је значајан град кантона Цирих, као средиште истоименог округа Мајлен.

## Природне одлике
Мајлен се налази у североисточном делу Швајцарске. Од најближег већег града, Цириха град је удаљен 20 км југоисточно.
Рељеф: Мајлен је смештен на северној обали Циришког језера. Обала се стрмо издиже изнад обале, па је град стешњен између језера и оближњих обронака Алпа. Надморска висина насеља је око 420 метара.
Клима: Клима у Мајлену је умерено континентална.
Воде: Мајлен је смештен на северној обали Циришког језера. Град је трајектом повезан са градићем Хорген на наспрамној стани језера.

## Историја
Подручје Мајлена је било насељено још у време праисторије и Старог Рима, али није имало велики значај.
Среидном 9. века први пут се спомиње насеље под овим именом. У неколико следећих векова насеље је било посед оближњих манастира.
Почетком 16. века, у доба реформације, грађани су примили протестантизам.
Током 19. века Мајлен се почиње полако развијати и јачати привредно. Ово благостање се задржало до дан-данас.

## Становништво
2010. године Мајлен је имао око 12.500 становника. Од тога приближно 16,5% су страни држављани.
Језик: Швајцарски Немци чине традиционално становништво града и немачки језик је званични у граду и кантону. Међутим, градско становништво је током протеклих неколико деценија постало веома шаролико, па се на улицама Мајлена чују бројни други језици. Тако данас немачки говори 87,6% градског становништва, а прате га италијански (2,4%) и енглески језик (1,7%).
Вероисповест: Месни Немци су у 16. веку прихватили протестантизам. Међутим, последњих деценија у граду се знатно повећао удео римокатолика. Данашњи верски састав града је: протестанти (49,9%), римокатолици (26,5%), атеисти (14,7%), муслимани (3,0%).

## Збирка слика
- Поглед на средиште Мајлен са Циришког језера
- Здање управе
- Протестантска црква на обали језера
- Градско пристаниште